# Demonax formosomontanus
Demonax formosomontanus là một loài bọ cánh cứng trong họ Cerambycidae.